# Champagner-Polka
Die Champagner-Polka  ist eine Polka mit dem Beinamen Musikalischer Scherz von Johann Strauss (Sohn) (op. 211). Das Werk wurde am 12. August 1858 in Pawlowsk in Russland erstmals aufgeführt.

## Einzelnachweis
1. ↑  Quelle: Englische Version des Booklets (Seite 43) in der 52 CDs umfassenden Gesamtausgabe der Orchesterwerke von Johann Strauß (Sohn), Hrsg. Naxos (Label). Das Werk ist als dritter Titel auf der 14. CD zu hören.